# Guangzhou Loong Lions
I Guangzhou Loong Lions sono una società cestistica avente sede a Canton, in Cina. Fondata nel 2000, gioca nel campionato cinese.
Fondati nel 2000 a Xi'an come Shaanxi Kylins, nel 2010 hanno assunto la denominazione di Foshan Dralions dopo essersi trasferiti a Foshan. Nel 2014 hanno adottato la traduzione inglese dell'animale, cambiandolo in Foshan Long-Lions. Nel 2016, dopo lo spostamento della squadra nella città di Guangzhou, sono diventati i Guangzhou Long-Lions. Nel 2019 hanno assunto la denominazione attuale.
Nel 2008 ha giocato anche nella International Basketball League.